# Laura Sour
Delia Laura Sour (n. 1970) es egresada del Instituto del Instituto Tecnológico Autónomo de México (ITAM), en donde estudió la licenciatura en Economía, y también se graduó en la maestría en Economía con mención especial. Obtuvo su doctorado en Políticas Públicas en la Universidad de Chicago (2002), así como una maestría en Políticas Públicas en la misma institución (2000). Además, ella pertenece al Sistema Nacional de Investigadores desde el 2003, agrupación en la que están representadas todas las disciplinas científicas que se practican en el país, y donde se reconoce la labor de las personas. Actualmente se desempeña como catedrática de la Maestría en Alta Dirección (MBA) por la Universidad Anáhuac.

## Publicaciones académicas

### 2011
- Group Decision-Making and Voting in Ultimatum Bargaining: An Experimental Study, por Alexander Elbittar, Andrei Gomberg, and Laura Sour, B.E. Journal of Economic Analysis & Policy, Vol. 11: Issue 1 (Contributions), Article 53, DOI: 10.2202/1935-1682.2631.[1]

- El Sistema de Contabilidad Gubernamental que mejorará la transparencia y la rendición de cuentas en México, Revista Transparencia y Privacidad, IFAI, N.º 1, primer semestre de 2011.[2]

- IPSAS and Government Accounting Reform in Mexico, aceptado para su publicación en el International Journal of Public Sector Performance Management.

- Extrinsic Incentives and Tax Compliance, Laura Sour y Miguel Ángel Gutiérrez, aceptado para su publicación en el Trimestre Económico.

- Instituciones fiscales para la coordinación de las políticas públicas y la gestión por resultados en México, aceptado para su publicación en la CEPAL.

- The Flypaper Effect in Mexican Local Governments, aceptado para su publicación en Estudios Económicos, Vol. 28, N.º 1, pp. 156-186.

### 2010
- «El enfoque económico en el estudio de las políticas públicas», en el libro Problemas, decisiones y soluciones. Enfoques de política pública, de Mauricio Merino y Guillermo Cejudo (compiladores). Fondo de Cultura Económica, 2010.

- «Evaluación de la Estructura de la Contabilidad Gubernamental en los tres niveles de gobierno en México», Laura Sour y Eunises Rosillo, en LA ESTRUCTURA DE LA RENDICIÓN DE CUENTAS EN MÉXICO, Merino, Mauricio; López Ayllón, Sergio; y Cejudo, Guillermo. Instituto de Investigaciones Jurídicas de la UNAM, Centro de Investigación y Docencias económicas (CIDE), Serie Doctrina Jurídica, N.º 551, México, D. F., 2010, pp. 1-522.[3]

- Base de datos: «Aprobación presupuestaria: la influencia del legislativo en México 1997-2006».[4]

- Base de datos: «En qué se gasta en México: la clasificación económica del presupuesto público 1997-2006».[4]

- Base de datos: «Los responsables del gasto en México: la clasificación administrativa del presupuesto público 1999-2006».[4]

### 2009
- Gender Equity, Enforcement Spending and Tax Compliance in Mexico, Laura Sour, Documento de Trabajo DAP N.º 239, pp. 1-18.

- Electoral Competition and the Flypaper Effect in Mexican Local Governments, Laura Sour & Fredy Girón, Documento de Trabajo DAP N.º 238, pp. 1-12.

- Evaluación de la Estructura de la Contabilidad Gubernamental en los tres niveles de gobierno en México, Laura Sour y Eunises Rosillo, Documento de Trabajo DAP N.º 233, pp. 1-36.

- Apuntes para elaborar un análisis econométrico tipo panel en STATA.[5]

- Nuevos cuestionamientos sobre política presupuestaria en México.[5]

### 2008
- Un repaso sobre los conceptos de capacidad y esfuerzo fiscal y, su aplicación para los gobiernos locales mexicanos, Estudios Demográficos y Urbanos, El Colegio de México, Vol. 23, N.º 2, pp. 271-297, mayo-agosto de 2008.

- Gasto público basado en políticas públicas ¿Hasta dónde hemos avanzado en México?, Instituto de Administración Pública del Estado de México, A. C. (IAPEM), N.º 70, pp. 137-165, mayo-agosto de 2008.

- ¿Cuáles son los resultados del Presupuesto por Resultados?, Laura Sour y Eunises Rosillo, Trimestre Fiscal, N.º 87, pp. 329-357, octubre de 2008.

- Regional Differences in Infrastructure Investment at the State Level in Mexico (1998-2005), Laura Sour, Documento de Trabajo DAP N.º 220, pp. 1-16, diciembre de 2008.

- Latin American perspective for the Budgeting for Results Reform: the case of Argentina, Brazil and Mexico, American University of Paris Visiting Scholar Papers Working Paper Series WP66, pp. 1-26, abril de 2008.

- The Flypaper effect in Mexican local Governments 1990-2006, Laura Sour y Fredy Girón, Documento de Trabajo DAP N.º 217, pp. 1-18, diciembre de 2008.

- Extrinsic Incentives and Tax Compliance in México, Laura Sour y Miguel Ángel Gutiérrez Andrade, Documento de Trabajo DAP N.º 216, pp. 1-21, noviembre de 2008.

- Correspondencia entre las políticas públicas del PND y el gasto ejercido de la CHPF en México, Documento de Trabajo DAP N.º 213, pp. 1-15, noviembre de 2008.

- Marco institucional formal del FAIS y del FAFM en México, Laura Sour y Jorge Ortega, Documento de Trabajo DAP N.º 210, pp. 1-34, noviembre de 2008.

- El enfoque económico en el estudio de las políticas públicas, Documento de Trabajo DAP N.º 206, pp. 1-16, octubre de 2008.

### 2007
- Democracia y transparencia en la aprobación presupuestaria mexicana, Perfiles Latinoamericanos, Año 15, N.º 30, julio-diciembre de 2007, pp. 123- 151.

- Evaluando al gobierno electrónico: avances en la transparencia de las finanzas públicas estatales, Economía, Sociedad y Territorio, Vol. VI, N.º 23, 613-654, enero-abril de 2007.

- ¿Cuánto cuesta vigilar al gobierno federal?, Guillermo Cejudo y Laura Sour, Instituto de Administración Pública del Estado de México, A. C. (IAPEM), N.º 66, pp. 201-235, enero-abril de 2007.

- Presupuestar en América Latina y el Caribe: el caso de México, CEPAL - Serie Gestión Pública N.º 65, ISSN versión impresa 1680-8827, ISSN versión electrónica 1680-8835, ISBN 978-92-1-323125-8, Santiago de Chile, octubre de 2007.

- El efecto flypapper de las transferencia intergubernamentales del ramo 28 en los gobiernos locales mexicanos 1990-2004, Laura Sour y Fredy Girón, Documento de Trabajo DAP N.º 200, pp. 1-36, noviembre de 2007.

- ¿Cuáles son los resultados del Presupuesto por Resultados?, Laura Sour y Eunises Rosillo, DT DAP, N.º 198, pp. 1-23, octubre de 2007.

- Apertura política y el poder de la Cámara de Diputados durante la aprobación presupuestaria en México, Laura Sour y Laila Munayer, Documento de Trabajo DT DAP, N.º 192, pp. 1-27, junio de 2007.

- ¿Cuánto cuesta vigilar al gobierno federal?, Guillermo Cejudo y Laura Sour. Documento de Trabajo DT DAP, N.º 189, pp. 1-23, marzo de 2007.

- Un repaso sobre los conceptos de capacidad y esfuerzo fiscal y, su aplicación para los gobiernos locales mexicanos, Laura Sour, Documento de Trabajo DT DAP, N.º 187, pp. 1-22, febrero de 2007.

### 2006
- Cumplimiento fiscal y bienes públicos ¿Son realmente compatibles?, Tax Compliance & Public Goods: Do they really get along?, El Trimestre Económico, Vol. 73, N.º 292, pp. 863-880, octubre-diciembre de 2006.

- Pluralidad y transparencia en el proceso de aprobación presupuestal al interior de la cámara de diputados, DT DAP, 180 pp. 1-47, abril de 2006.

### 2005
- Group Decision-making in Ultimatum Bargaining: An Experimental Study, Alexander Elbittar, Andrei Gomberg y Laura Sour, Documento de Trabajo DE N.º 354, pp. 1-41, diciembre de 2005.

- How much does VAT revenues cost in Mexico?, Documento de Trabajo DAP, N.º 159, pp. 1-14, diciembre de 2005.

- Women and Tax Compliance in Mexico, Documento de Trabajo DAP N.º 172, pp. 1-12, noviembre de 2005.

- Evaluando al gobierno electrónico: realidades concretas sobre el progreso del federalismo digital fiscal en México, Laura Sour y Fredy Girón, Documento de Trabajo DAP N.º 170, pp. 1-20, noviembre de 2005.

- Crime, punishment or…reward?, The Crowding-In Effect in the case of Tax Compliance, Documento de Trabajo DAP N.º 166, pp. 1-11, julio de 2005.

- Tax Compliance & Public Goods: Do they really get along?, Documento de Trabajo DAP N.º 165, pp. 1-14, julio de 2005.

### 2004
- An Economic Model of Tax Compliance with Individual Morality and Group Conformity, Economía Mexicana. Nueva Época, Vol. XIII, N.º 1, pp. 43-61, primer semestre de 2004.

- El Sistema de Transferencias Federales en México: ¿Premio o castigo para el esfuerzo fiscal de los Gobiernos Locales urbanos?, Gestión y Política Pública, Vol. XIII, N.º 3, pp. 733-753, segundo semestre de 2004.

- «The many dimensions of the hard to tax» (discussant), en Taxing the hard-to-tax: Lesson from Theory and Practice, Alm, J., Martínez-Vázquez, J. y S. Wallace (editores), Economic Analysis book series, Vol. 268, pp. 95-97, Elsevier, 2004.

- Group Decision-making in Ultimatum Bargaining: An Experimental Study, Alexander Elbittar, Andrei Gomberg y Laura Sour, Centro de Investigación Económica ITAM, Discusion Paper Series N.º 04-07, pp. 1-41, junio de 2004.

- Política Presupuestaria durante la Transición a la Democracia en México: 1997-2003, Laura Sour, Irma Ortega y Sergio San Sebástian, Documento de trabajo DAP, N.º 142, pp. 1-35, enero de 2004.

- Prólogo del Número Especial de Gestión y Política Pública, Vol. XIII, N.º 3, segundo semestre de 2004, pp. 615-617.

- Análisis de las Finanzas Públicas en México, Foro Consultivo Científico y Tecnológico CONACYT, CIDE, ITAM, Academia Mexicana de Ciencias y UNAM, marzo de 2004.

- Prólogo del libro Transparencia presupuestaria en Cinco Países de América Latina Resultados en 2001, Juan Pablo Guerrero y Helena Hofbauer, pp. 5-6, junio de 2004.

### 2003
- Rentabilidad del gasto para la fiscalización del IVA en México: un punto de partida para la reforma administrativa del Sistema de Administración Tributaria, Revista del CLAD Reforma y Democracia N.º 27, pp. 149-162, octubre de 2003.

- Memoria del Seminario Nuevos retos de la descentralización fiscal en América Latina, octubre de 2003, p. 149.

- Esfuerzo fiscal y dependencia de los gobiernos locales en México: 1978-2000, Seminario Nuevos retos de la descentralización fiscal en América Latina, pp. 63-76, octubre de 2003.

### 2002
- Reflexiones sobre la reforma del Sistema de Administración Tributaria (SAT), Seminario Paquete fiscal y posibilidades de recaudación para el año 2002, pp. 133-138, junio de 2002.

### 2001
- An Economic Model of Tax Compliance with individual morality and group conformity, Documento de trabajo DAP, N.º 100, pp. 1-19, septiembre de 2001.

## Publicaciones no académicas

### 2007
- Sistema de Información Pública Presupuestaria de México, Revista Ancople, Año 2, N.º 5, pp. 10, mayo de 2007.

### 2006
- La influencia del Legislativo en la aprobación presupuestaria: testimonio del gobierno dividido en México durante su transición a la democracia, Revista Portal 4 (2), invierno de 2006: 21-35.

- Información y fiscalización presupuestaria a nivel estatal y municipal en México, Revista Ancople, Año 2, N.º 4, pp. 26, noviembre de 2006.

- «Contabilidad gubernamental moderna, rendición de cuentas y evaluación de resultados», en el libro Reflexiones para construir una Hacienda Pública sólida con visión Federalista, Jorge Chávez Presa: Coordinador, Liga de Economistas 2006-2009.

### 2005
- Comentario a la práctica: Aval Ciudadano Mecanismo para la Transparencia y Mejora de Trato Digno en los Servicios de Salud en «Premio Anual de Transparencia 2004-2005», pp. 183-184, diciembre de 2005.

### 2003
- Descentralización del Gasto Público, Revista Ejecutivos de Finanzas, septiembre de 2003.